# ライオンの隠れ家
『ライオンの隠れ家』（ライオンのかくれが）は、2024年10月11日から12月20日までTBS系「金曜ドラマ」枠で放送されたテレビドラマ。主演は柳楽優弥。

## あらすじ
茨城県浦尾市の市役所で働く小森洸人は、両親を事故で亡くしてから、自閉スペクトラム症を持つ弟の美路人と2人で暮らしている。洸人は美路人のルーティーンに合わせて彼をデザイン会社へ見送ってから市役所へ出勤して、同僚たちと仕事をこなすと、美路人を迎えに行って2人で帰宅という生活を何年も続けていた。
だが、ある日「ライオン」と名乗る男の子が2人の前に現れる。洸人はライオンを一晩だけ預かろうとするが、いつも通りだった2人の生活が崩れることを恐れて翌朝には警察に引き渡すことを決める。
洸人はライオンのスマートフォンに送られてきたメッセージから、ライオンを置いていったのが異母姉の愛生ではないかと思い、警察に引き渡すのを辞め、3人で暮らすことを決める。

## キャスト

### 主要人物
小森洸人（こもり ひろと）
演 - 柳楽優弥（幼少期：大角英夫）
両親を事故で亡くしてから、弟の美路人と2人で暮らしている。東京の大学に行っていたが中退後に茨城県の浦尾市役所の福祉課で勤務することとなる。
家出した時に東京で会った楓に後押しされる形で、社会人選抜の大学受験を決意し、市役所を退職して2025年4月から東智大学文学部文学科日本文学専攻に入学して東京で一人暮らしすることになった。大学で学んだ後は本に関わる仕事をして、いつか美路人の絵を集めた本を出したいと思っているという。

小森美路人（こもり みちと）
演 - 坂東龍汰（幼少期：加藤竣志）
洸人の弟。アート会社「プラネットイレブン」でアーティストとして働いている。自閉スペクトラム症の特性からこだわりが強く、コミュニケーションが苦手。
洸人の大学進学を機にアートグループホーム「オービットハウス」に入居することを決める。

ライオン / 橘愁人（たちばな しゅうと）〈5 → 6〉
演 - 佐藤大空
ある日突然小森家にやって来た謎の男の子。「ライオン」と名乗る。後に愛生の息子である橘愁人と判明。
母の愛生に似て、食べ物にマヨネーズをかけるのが好きである。

### 浦尾市役所
牧村美央（まきむら みお）
演 - 齋藤飛鳥
洸人の後輩。子ども支援課で子ども相談窓口を担当する。以前は保育士として働いていた。5人兄弟。X（柚留木）に協力を依頼されており、洸人たちが警察に行かないように見張っていたり、ライオン（愁人）が愛生と遊園地で再会しようとした際には、ライオン（愁人）の存在を警察に知られないように途中でライオン（愁人）を止めていた。

貞本洋太（さだもと ようた）
演 - 岡崎体育
洸人と同じ課の同僚だが、親友でもある。兄が1人いる。妻の夏子とは結婚10年目で、息子が3人いる。
洸人と美央からライオン（愁人）に関する事実を聞かされた後は、佐渡島にある親戚のペンションを貸し与える。

### 週刊真相 編集部
工藤楓（くどう かえで）
演 - 桜井ユキ
洸人たちの周りを嗅ぎ回る記者。元大手新聞社の記者。吃音症の兄がいる。バツ2。
山梨母子行方不明事件を追っており、愁人が生きている事実を突き止めるも、洸人から記事を出すなと釘を刺される。だが、悠真がその事実を記事にしたことに憤慨して週刊真相を退職する。その後、接触してきた柚留木から真相を聞かされ、以降は洸人たちに協力する。

天音悠真（あまね ゆうま）
演 - 尾崎匠海（INI）
記者。楓の後輩。

田島秀孝
演 - 池田鉄洋（第4話 - ）
編集長。

### 山梨県警
高田快児（たかだ かいじ）
演 - 柿澤勇人
刑事。山梨で起きた母子行方不明事件を捜査する。

佐伯誠（さえき まこと）
演 - 谷恭輔
高田の同僚刑事。

### 周辺人物
船木真魚（ふなき まお）
演 - 平井まさあき（男性ブランコ）
「プラネットイレブン」のデザイナー兼CEO。

小野寺武宏（おのでら たけひろ）
演 - 森優作
美路人と同じ会社で働く同僚で自閉スペクトラム症のアーティスト。
美路人が入居することとなったオービットハウスにともに入居した。

須賀野かすみ（すがの かすみ）
演 - 入山法子
山梨のカラオケスナック「かすみ」のママで、地元の情報屋。

吉見寅吉（よしみ とらきち）
演 - でんでん
小森兄弟を暖かく見守る定食屋「とら亭」の元店主。美路人たちからは「寅じい」と呼ばれている。

X / 柚留木（ゆるぎ）
演 - 岡山天音
洸人たちの行動を常に監視している謎の青年。
愛生からの依頼でライオン（愁人）を洸人の家へと送り届け、ライオンが持っていたスマートフォンにメッセージを送っていた。洸人に接触を試みようとしたが、それが叶わなかったため、代わりに美央に協力を依頼し、洸人が警察に行かないように見張らせていた。
幼少期に父親からDVを受けて母親とともにシェルターや施設を渡り歩いていたが、中学生の時に母親が過労死する。父親が黒い衣類を着ていたことから、それを嫌い、現在では常に白い帽子や衣類を身につけている。

小森恵美（こもり えみ）
演 - 坂井真紀
小森兄弟の母。故人。

小森太一（こもり たいち）
演 - 西野大作
小森兄弟の父親。故人。

橘祥吾（たちばな しょうご）
演 - 向井理
山梨県で建築会社を経営している橘家の次男で建築会社「たちばな都市建設」に勤務。愛生の夫でライオン（愁人）の父親。愛生と愁人にDVをしていた。
幼少期から児童養護施設で育ち、たちばな都市建設のあとを継ぐために橘家の養子に入る。だが、義兄の春一の病状が回復し、彼が社長になることとなった。

橘愛生（たちばな あおい）〈36〉
演 - 尾野真千子（少女期：宮﨑優）
洸人と美路人の異母姉。祥吾の妻で愁人の母。食べ物にマヨネーズをかけるのが好きである。
実母に捨てられ、15歳のときに父の現在の家庭である小森家にやってくる。洸人たちとは数年一緒に暮らしたが、18歳のときに洸人と海の近くまで自転車で出かけた後に家出をしたきり消息不明になっていた。
結婚後に祥吾からのDVに身の危険を感じ、柚留木に依頼して愁人とともに偽装死を図る。
新宿のキャバクラで「田中」という偽名で働いていたが、天音の隠し撮りで生存していることが判明したため、同僚ホステスの財布を盗んだ後、X（柚留木）の手引きで逃走する。そして、ライオン（愁人）と遊園地で会う約束をするも、彼の目の前で逮捕される。
釈放されてからは祥吾に気づかれないように柚留木の手引きで洸人たちがいる佐渡島へと向かい、彼らと再会する。そして、戸籍を変えて愁人と生きることを決め、洸人や美路人と別れるが、愁人とともに行方をくらます。
その後は、愁人とともに樺島によって祥吾の元へ連れ出されるが、彼から離婚を切り出され、離婚届を提出するまで3人で再び生活をする。元々は親権も自分が持つはずであったが、祥吾からたった1人の血のつながった家族であった愁人の親権を譲らなければ、離婚は認めないという条件を切り出され、これを拒絶する。
洸人と美路人が実家を出てからは、愁人と2人で暮らす。

### ゲスト

#### 第1話
勝野
演 - 川守田政人（第2話）
祥吾が提出した妻の愛生と息子の愁人の行方不明届を受理した山梨県警甲府南警察署の警察官。

相談者
演 - 八鍬有紗
浦尾市役所の福祉課窓口で洸人に生活保護の支給が停止されたことに対して文句を言う女性。子どもが3人いるという。子どもを家に放置した状態で生活保護金をすべてパチンコに使ったため、ネグレクトで1回指導が入っており、子ども支援課でもトラブルとなっている。

アナウンサー
声 - 木村仁美（第3話）
洸人が観ているテレビのモーニングショーの占いコーナーの音声。

#### 第2話
亀ヶ谷宗史郎（かめがや）
演 - 岩谷健司（第3話・第7話・第9話・第10話）
甲府駅前で辻立ち演説する栄明党の議員。楓たちが6股の不倫疑惑を追っている。リニアの工事に便乗して裏で派手に地上げをしており、周囲ではリニア関連事業の関係者が数人失踪している。
後に楓たちの取材で7股であることが判明する。

磯谷
演 - 笹田優花
浦尾北警察署生活安全課の署員。美路人を保護して洸人に連絡してきた。

友人
演 - 土橋竜太、大野瑞生、村越亮太
8年前に洸人とバスで偶然乗り合わせた、大学の夏休みで帰省していた友人たち。

アナウンサー
演 - 藤森祥平（TBSアナウンサー）（第4話）
山梨県須那村の笛乃川で、今月3日から行方がわからなくなっている愛生の血痕が付いた衣類が見つかったニュースを伝える。

#### 第3話
橘春一（たちばな はるいち）
演 - 黒田大輔（第4話・第6話・第8話 - 第10話）
たちばな都市建設代表取締役社長。祥吾の義兄。
社長のあとを継ぐ予定であったが、元々病弱であったことから祥吾がその代わりとなった。だが、病状が回復したため、社長となった。

樺島竜太郎〈44〉（かばしま）
演 - 後藤剛範（第6話 - 第9話）
祥吾の部下。建設会社「樺島中央工務店」社長。
亀ヶ谷の元秘書であった奈美子を殺害し、その後は祥吾の指示で工作活動を続けていたが、楓にそのことで問い詰められ、彼女を襲ったことで高田に現行犯逮捕された。

客
演 - 飯山さな
「あさがお動物園」の掲示板に貼られた「みんなの動物アート展」のポスターを見ている女の子。

スタッフ
演 - 坂野渚
船木と共に姿が見えなくなった小野寺を探す「みんなの動物アート展」のスタッフ。

飼育員
演 - 堂ノ下沙羅
洸人たちに一緒に写真を撮りましょうと声をかける「あさがお動物園」のスタッフ。

栗原
演 - 世志男
愛生がパートしていたクリーニング店「エンジョイクリーニング」の店主。

ホステス
演 - 一ノ瀬のこ
祥吾が常連のクラブ「ギャラクシームーン」のホステス。

アナウンサー
演 - 上村彩子（TBSアナウンサー）（第4話）

#### 第4話
岩崎萌香（いわさき もえか）
演 - 並木彩華
愛生が地元のクリーニング屋でパートしていた時の同僚だという大学生。新宿で偶然会ったという。

医者
演 - 佐藤まんごろう
発熱したライオン（愁人）を診察した小児科の医師。

受付
演 - 内海香織
同小児科クリニックの受付。

店員
演 - 久野みずき
美路人がライオンの誕生日会用の花を買いに行った花屋「フラワーなぎさ」の店員。

貞本榮太郎
演 - 内藤煌成（最終話）
洋太の息子。

ニシウチ
声 - 小沢光葵（TBSアナウンサー）
笛乃川で女性の遺体が見つかったニュースをレポートする。

#### 第5話
有澤
演 - 谷田部俊（第6話・第8話）
同僚ホステスから財布を盗んだ愛生を追う警視庁新宿中央警察署の刑事。

杉山華
演 - 島田桃依
「スターライト書房」の編集者。たくさんの動物と一緒に暮らす家族に密着したエッセイの挿絵を美路人に頼みたいと言う。

店長
演 - 山川ありそ
愛生が田中という偽名で働いていた新宿のキャバクラの店長。
- 陽田翔太、長尾ユリコ、加古素之

#### 第6話
職員
演 - 西野優希
浦尾市役所職員。美央から今日は休むと連絡があったと洸人に話す。

母親
演 - 乃緑
美央が保育士時代に担当し、虐待を受けていることに気付きながら何も出来ず死なせてしまった園児である橋下莉乃の母親。

#### 第7話
女性
演 - 永野裕紀子
洸人たちにペンションへの道を教える佐渡島で農業に従事する女性。

記者
演 - 鳥谷宏之
愁人の写真を持って寅吉に聞き込みする記者。

MC
演 - 川谷修士
山梨母子行方不明事件の続報を伝えるテレビのワイドショー『ひるまど』のMC。
- 成島敏晴[35]、小川恵夢[36]、桜りん[37]

#### 第9話
松脇奈美子（まつわき なみこ）〈37〉
演 - 大津紗彩
亀ヶ谷の元秘書。笛乃川で遺体で発見された。
リニア関係業者の失踪が亀ヶ谷とたちばな都市建設によって仕組まれていたものだと疑って調べを進めており、それがバレたため樺島に殺された。

#### 第10話
- 佐藤和久、長友美聡[39]

#### 最終話
鳥羽
演 - 三戸なつめ
美路人が入居することになったアートグループホーム「オービットハウス」の職員。

司会
演 - 永沢たかし
貞本夫妻の結婚10周年パーティーの司会者。

裁判長
演 - 久下恵
橘祥吾被告裁判の裁判長。

貞本夏子（さだもと なつこ）
演 - 真鳳つぐみ
貞本の妻。

## スタッフ
- 脚本 - 徳尾浩司、一戸慶乃[1]
- 音楽 - 青木沙也果[43]
- 主題歌 - Vaundy「風神」（SDR / Sony Music Labels Inc.）[44]
- 演出 - 坪井敏雄、青山貴洋、泉正英[43]
- 自閉スペクトラム症監修 - 伊庭葉子[2]
- 編成プロデュース - 松本友香[1]
- プロデュース - 佐藤敦司[1]
- 編成 - 吉藤芽衣、中野翔貴[1]
- 製作 - TBSスパークル、TBS[43]

## 放送日程
| 話数                                                      | 放送日   | サブタイトル              | 脚本              | 演出     | 視聴率 |
| --------------------------------------------------------- | -------- | ------------------------- | ----------------- | -------- | ------ |
| 第1話                                                     | 10月11日 | 「ライオン」との出会い    | 徳尾浩司 一戸慶乃 | 坪井敏雄 | 5.1%   |
| 第2話                                                     | 10月18日 | 事件に巻き込まれてる!?    | 徳尾浩司 一戸慶乃 | 坪井敏雄 | 6.3%   |
| 第3話                                                     | 10月25日 | 動物園へGO!この子の親は?  | 徳尾浩司 一戸慶乃 | 青山貴洋 | 6.5%   |
| 第4話                                                     | 11月01日 | 誕生日は幸せな日          | 徳尾浩司 一戸慶乃 | 青山貴洋 | 6.5%   |
| 第5話                                                     | 11月08日 | 母親に会いに行くーー      | 徳尾浩司 一戸慶乃 | 泉正英   | 6.1%   |
| 第6話                                                     | 11月15日 | 姉の決意と真実            | 徳尾浩司 一戸慶乃 | 坪井敏雄 | 6.6%   |
| 第7話                                                     | 11月22日 | ライオンを守るための旅行  | 徳尾浩司 一戸慶乃 | 青山貴洋 | 7.0%   |
| 第8話                                                     | 11月29日 | 姉の覚悟…そして別れのとき | 徳尾浩司 一戸慶乃 | 泉正英   | 6.2%   |
| 第9話                                                     | 12月06日 | ライオンを助けたい!       | 徳尾浩司 一戸慶乃 | 坪井敏雄 | 6.0%   |
| 第10話                                                    | 12月13日 | 最大の嵐…愛の掛け違い     | 徳尾浩司 一戸慶乃 | 泉正英   | 7.7%   |
| 最終話                                                    | 12月20日 | 僕たちの新しい始まり      | 徳尾浩司 一戸慶乃 | 坪井敏雄 | 8.0%   |
| 平均視聴率 6.5%（視聴率は関東地区・ビデオリサーチ社調べ） |          |                           |                   |          |        |

- 第6話は『世界野球プレミア12  日本× 韓国』延長（19時 - 22時45分）に伴い、45分繰り下げられ、22時45分 - 23時39分に放送された[57]。
- 第7話は『世界野球プレミア12  日本× ベネズエラ』延長（18時45分 - 23時5分）に伴い、65分繰り下げられ、23時5分 - 23時59分に放送された[58][59]。

## 受賞
- ギャラクシー賞 2024年12月度月間賞[60]